# Jamaikanische Badmintonmeisterschaft 1995
Die Jamaikanische Badmintonmeisterschaft 1995 fand vom 15. bis zum 17. Dezember 1995 im Constant Spring Golf and Country Club in Kingston statt. Es war die 48. Austragung der nationalen Titelkämpfe im Badminton von Jamaika.

## Sieger und Finalisten
| Disziplin    | Gold                     | Silber                       |
| ------------ | ------------------------ | ---------------------------- |
| Herreneinzel | Robert Richards          | Roy Paul jr.                 |
| Dameneinzel  | Terry Leyow              | Nigella Saunders             |
| Herrendoppel | Kingsley Ford Paul Leyow | Robert Richards Roy Paul jr. |
| Damendoppel  | Terry Leyow Shani Bryce  | Nigella Saunders Alya Lewis  |
| Mixed        | Paul Leyow Terry Leyow   | Roy Paul jr. Christine Leyow |

1. ↑  Der Kingston Gleaner gibt als Doppelpartner sowohl für Kingsley Ford als auch für Robert Richards jeweils Paul Leyow an.